# Friedrich Distelbarth

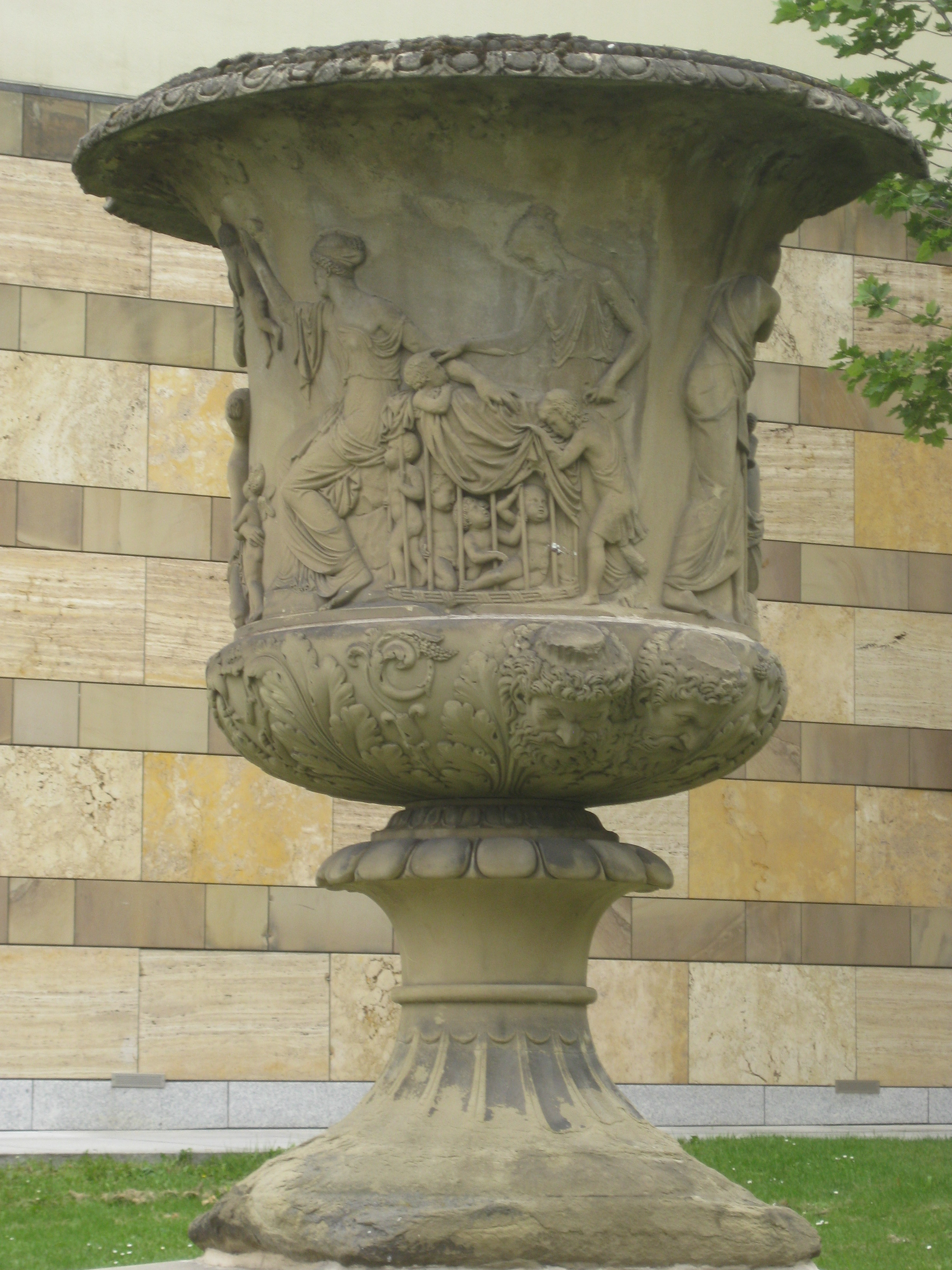
Liebesvase von Friedrich Distelbarth (um 1831), Stuttgart, Vorplatz beim Kammertheater

Georg Friedrich Distelbarth (* 22. September 1768 in Ludwigsburg; † 23. Mai 1836 in Stuttgart) war ein klassizistischer württembergischer Bildhauer von regionaler Bedeutung. Seine Werke entstanden meist nach den Vorlagen anderer Künstler. Zu seinen Hauptwerken zählen die Wasser- und Wiesennymphe, das Artemis-Selene-Relief und die Liebesvase.

## Leben
Friedrich Distelbarth war Sohn von Johann Christoph Distelbarth und Anna Maria Distelbarth geb. Walter. Der Vater, ein gelernter Flaschner, war damals einfacher Soldat („Gemeiner“) im Artillerieregiment des württembergischen Herzogs Carl Eugen. Als Sohn eines armen Soldaten wurde Distelbarth in das Militärische Waisenhaus in Ludwigsburg aufgenommen, wo er seine erste Schulausbildung erhielt.

### Hohe Carlsschule (1782–1792)
Am 31. Januar 1782 trat Distelbarth im Alter von 13 Jahren als „Zögling der Bildhauerkunst“ in die Hohe Carlsschule in Stuttgart ein. Diese hatte den Rang einer Universität, wobei der Unterricht in den unteren Klassen etwa dem eines heutigen Gymnasiums entsprach. Distelbarth war von allen Gebühren befreit, auch für Kleidung, Ernährung und Unterkunft in dem angeschlossenen Internat kam der Herzog auf.
Unter den durchschnittlich etwa 25 Kunststudenten gab es nur wenige Bildhauerschüler. Zwei fast gleichaltrige Mitschüler stammten wie Distelbarth aus Ludwigsburg, seine Freunde Sigismund Christian Friedrich Keppler (der Ältere) (* 1767), der später in den Hofdienst der Herzogin Franziska von Hohenheim übertrat, und Joseph Wilhelm Ludwig Mack (1767–1835), der spätestens 1807 zum Hofstukkateur ernannt wurde. Ein anderer Mitschüler und Freund war Johann Bernhard Frank (1770–1836), der zwei Jahre nach Distelbarth in die Schule aufgenommen wurde und 1798 zum Hofbildhauer avancierte.
Die Bildhauer-Eleven mussten wie alle anderen Carlsschüler zuerst den umfassenden und gründlichen allgemeinen Unterricht absolvieren. Das Pensum umfasste Schreiben und Zeichnen, Latein, Französisch, Italienisch, Geschichte, Religion, Philosophie, Römische Altertümer, Geographie, Mathematik und gesellschaftliche Fertigkeiten (Tanzen, Fechten und Reiten).
Anfang 1790 wurde der Bildhauer Johann Heinrich Dannecker als Professor an die Carlsschule berufen. Einige seiner ersten Schüler waren Distelbarth, Frank und Mack. Im Jahr 1792 verließ Distelbarth nach fast elfjährigem Studium die Carlsschule. Wie aus seinen Briefen hervorgeht, war er seinem Lehrer Dannecker in großer Dankbarkeit ergeben.

### Rom (1792–1799)
Anfang September 1792 reiste Distelbarth zu Fuß und auf eigene Kosten nach Rom, wo er sich bis 1799 aufhielt. Er fand Unterkunft in demselben Haus, in dem bereits der fast gleichaltrige spätere Stuttgarter Architekt und Maler Nikolaus Thouret, ein alter Bekannter von der Carlschule, wohnte. Ein Empfehlungsschreiben von Dannecker („Er hat Kopf, ist arbeitsam, hat Nerve, belesen, und fühlt was zu einem Künstler gehört.“) verschaffte ihm Eingang bei Danneckers Freund, dem Schweizer Bildhauer Alexander Trippel, der seit 1778 beständig in Rom lebte. Von Trippel erhielt er erste Aufträge, die er in dessen Werkstatt und unter seiner Anleitung ausführen konnte. Außerdem besuchte er Trippels Privatakademie und die Künstlerakademie Accademia di San Luca, und in den Wintern 1796/97 und 1797/98 nahm er, zusammen mit fast 20 anderen Künstlern, an Aktkursen in einer Privatakademie unter der Leitung des bayrischen Landschaftsmalers Johann Christian Reinhart teil.
Im Sommer 1793 bot sich ihm die Gelegenheit, mit einer schwäbischen Reisegruppe auf deren Kosten eine dreimonatige Studienreise nach Neapel zu unternehmen. Einen Tag nach seiner Rückkehr, am 24. September 1793, starb sein Gönner Trippel. Nun war er hauptsächlich auf Aufträge aus der Heimat angewiesen (meist Marmorkopien von Antiken), die ihm Dannecker oder dessen Schwager Heinrich Rapp vermittelten. Dabei blieb es nicht aus, dass er immer wieder in Geldnöte geriet.
In Rom lernte Distelbarth viele andere Künstler kennen, meistens sogenannte Deutschrömer wie etwa den Karlsruher Architekten Friedrich Weinbrenner, aber auch die berühmten Bildhauer Bertel Thorvaldsen und Antonio Canova. Außer Thouret traf er weitere Stuttgarter Bekannte, u. a. den Tiroler Maler Joseph Anton Koch, den Kupferstecher Ernest Morace (1766–1820) und den Maler Eberhard von Wächter (1762–1852).
Der Protestant Distelbarth konvertierte 1796 zum katholischen Glauben und heiratete am 26. Dezember des gleichen Jahres die sechs Jahre jüngere Anna Maria Roberti (* 1774), die Tochter eines Dieners. Distelbarth bzw. das Ehepaar wohnten in einem überwiegend von Deutschrömern besiedelten Teil Roms, nicht weit von der Spanischen Treppe. In Rom wurden dem Ehepaar zwei Kinder geboren: die Tochter Nunziata am 2. Januar 1797 und der Sohn Rudolf (Marcus Camillus Rudolfus) am 5. April 1799. Der Sohn († 1879) wurde später Steuerkommissär in Stuttgart, die Tochter starb vor der Übersiedlung der Familie nach Stuttgart.

### Paris (1799–1803)
1799 begab sich Distelbarth nach Paris. Das erste Jahr widmete er seiner Weiterbildung. Anschließend, bis zu seiner Rückkehr nach Stuttgart 1803, bekleidete er den gut dotierten Posten eines Antiken-Restaurators im Pariser Louvre. Dabei kam ihm zugute, dass eine Unmenge von Antiken auf ihre Wiederherstellung harrten, die auf Befehl Napoleons aus Rom geraubt und nach Paris verbracht wurden. In Paris bearbeitete er 1803 für Dannecker auch die Marmorbüste Johann Caspar Lavaters.
Im Jahr 1802 kam der Dresdner Kupferstecher Johann Gottfried Schmidt (1764–1803) nach Stuttgart zu dem Kupferstecher Johann Gotthard von Müller und ging zusammen mit dessen Sohn Johann Friedrich Müller (1782–1816) im gleichen Jahr nach Paris, wo beide auch mit Distelbarth zusammentrafen. Schmidt und Distelbarth wurden Freunde, teilten sich die Wohnung miteinander, und schließlich pflegte Distelbarth den bald schwer Erkrankten bis zu dessen frühem Tod am 7. Juli 1803.

### Stuttgart (1803–1836)
Ende 1803 kehrte Distelbarth trotz erheblicher finanzieller Einbußen nach Stuttgart zurück, um als Assistent unter dem von ihm hochverehrten Dannecker arbeiten und sich unter dessen Anleitung weiterbilden zu können. Er bearbeitete für ihn in Stuttgart u. a. die Skulptur „Trauernde Freundschaft“ und eine Schillerbüste. Außerdem führte er die doppeltlebensgroße Sandsteinskulptur der Wasser- und Wiesennymphe für ihn aus. Neben den Aufträgen Danneckers führte Distelbarths hauptsächlich bildhauerischere Arbeiten nach Modellen und Vorlagen anderer Künstler aus. Auf diese Weise schuf er u. a. die Liebesvase nach dem Vorbild eines pompejanischen Wandgemäldes bzw. einem Relief von Thorvaldsen und das Artemis-Selene-Relief nach der Vorlage des Malers Johann Friedrich Dieterich.
1808 durfte Distelbarth auf Betreiben Danneckers nach Carrara reisen, „um den direkten Marmor-Ankauf wieder in Gang zu bringen“. 1816 wurde Distelbarth zum Hofbildhauer ernannt. Ab 1818 arbeitete er auch als Lehrer für den Zeichnungsunterricht am Gymnasium, ab 1829 als Professor an der Kunstschule, ab 1833 auch als Mitglied der Kunstschuldirektion.
Die Familie Distelbarth wohnte in Stuttgart anfangs in der Langen Gasse und dann in der Judenstraße. Schließlich bezog sie ein eigenes Haus in der Kronenstraße 10.
Im Neuen Nekrolog der Deutschen auf das Jahr 1836 wird unter „Kurze Anzeigen“ vermerkt, dass der Hofbildhauer Distelbarth am 23. Mai 1836 im Alter von 68 Jahren verstarb. Ausführliche Nekrologe wurden keine veröffentlicht. Über die näheren Umstände seines Todes und über den Verbleib seines Nachlasses ist nichts bekannt.

## Rezeption
Distelbarth wird keine eigenständige künstlerische Bedeutung zugesprochen, da seine Werke nach den Modellen oder Vorlagen anderer Künstler ausgeführt wurden. Der Kunstwissenschaftler Christian von Holst zählt Distelbarth zu den „nur beschränkten Begabungen, die z. B. Schloss Rosenstein auszuschmücken hatten“. Seine herausragenden handwerklich-künstlerischen Fähigkeiten sind unbestritten.

## Werke
| Literatur    | Hübinger 1987; Dokumente 5, 32e, 32n; Brief von Distelbarth an Dannecker, Rom, 6. Juni 1794, Dokumente 6 |
| Jahr         | 1793–1795 |
| Beschreibung | Büste der Minerva; Marmor, mit Sockel 56 cm hoch, Kopie einer Büste aus der Sammlung Albani in Rom, die sich jetzt in der Glyptothek in München befindet.                                                       |
| Standort     | Unter dem Titel „Athena“ in Ludwigsburg, Residenzschloss, Bibliothek des Königs, Inventarnummer Krgt 5753. – Eine kleine Kopie der Büste schenkte Distelbarth seinem Gönner Heinrich Rapp (Verbleib unbekannt). |

| Literatur    | Dokumente 5, 32c, 32e, 32n                                                      |
| Jahr         | 1793                                                                            |
| Beschreibung | Kopf der ägyptischen Göttin Isis, Marmor, Kopie nach einer unbekannten Vorlage. |
| Standort     | Verbleib unbekannt.                                                             |

| Literatur    | Dokumente 5, 32n; Hübinger 1987; Weiß 1997                                                       |
| Jahr         | 1793                                                                                             |
| Beschreibung | Kopf des Brutus, Marmor, Kopie nach der Bronzebüste des Junius Brutus, Rom, Konservatorenpalast. |
| Standort     | Verbleib unbekannt.                                                                              |

| Literatur    | Dokumente 5, 32f, 32g, 32h; Nagel 2011 |
| Jahr         | 1794 |
| Beschreibung | Kopf der Muse Melpomene, Marmor, 43,5 cm hoch, rückseitig bezeichnet: „Distelbarth. Rom. 1794.“, Kopie nach der Marmorstatue der Melpomene in den Vatikanischen Museen, Museo Pio Clementino, Inventarnummer 299. Auftraggeber war Johann Martin Vischer (1751–1801), Kaufmann in Calw. |
| Standort     | 2011 bei Nagel im Kunsthandel. |

| Literatur    | Dokumente 5, 32f, 32g, 32h; Digitaler Katalog der Staatsgalerie Stuttgart |
| Jahr         | 1794 |
| Beschreibung | Kopf der Muse Thalia, Marmor, 46,2 cm hoch, rückseitig bezeichnet: „Distelbarth. Rom. 1794.“, Kopie nach der Marmorstatue der Thalia in den Vatikanischen Museen, Museo Pio Clementino, Inventarnummer 295. Auftraggeber war Johann Martin Vischer (1751–1801), Kaufmann in Calw. |
| Standort     | Unter dem Titel „Junge Frau in antikisierender Tracht“ in Stuttgart, Staatsgalerie, Dauerleihgabe der LETTER Stiftung, Köln, Inventarnummer PL 320. |

| Literatur    | Dokumente 5, 32g, 32h |
| Jahr         | 1795 |
| Beschreibung | Apollino, Marmor, Kopie nach dem Medici Apollo (Apollino) in den Uffizien in Florenz. Auftraggeber war ein Kunstfreund aus Frankfurt am Main. |
| Standort     | Verbleib unbekannt. |

| Literatur    | Holst 1987, S. 319–324; Hornbogen 1991                                                                                                |
| Jahr         | 1810–1815 |
| Beschreibung | Nymphengruppe, Keupersandstein, Ausführung in doppelter Lebensgröße nach einem lebensgroßen Gipsmodell von Johann Heinrich Dannecker. |
| Standort     | Tübingen, Kunsthalle, Literaturcafé literaturcafe-tuebingen.de.                                                                       |

| Literatur    | Grüneisen 1830; Seyffer 1831 |
| Jahr         | 1830 |
| Beschreibung | Allegorie des Anbruchs der Nacht mit der Mondgöttin Artemis/Selene, Hochrelief in Sandstein, 2,38 m hoch, 12,06 m breit, Ausführung nach einem Entwurf des Malers Johann Friedrich Dieterich. |
| Standort     | Stuttgart, Schloss Rosenstein, Giebelfeld über dem Haupteingang. |

| Literatur    | Wiemann 1993 |
| Jahr         | um 1831 |
| Beschreibung | Monumentalvase mit der Allegorie der Liebesalter, Sandstein, 208 cm hoch, nach einem pompejanischen Wandgemälde bzw. Thorvaldsens Relief „Kærlighedens Aldre“ (siehe Liebesvase, Ikonographie). |
| Standort     | Stuttgart, Vorplatz am Kammertheater bei der Neuen Staatsgalerie. |

### Leben und Werk
- Max Bach: Stuttgarter Kunst 1794–1860. Nach gleichzeitigen Berichten, Briefen und Erinnerungen. Stuttgart 1900, besonders S. 110.
- Christian von Holst: Johann Heinrich Dannecker. Der Bildhauer. Stuttgart 1987, Stuttgart 1993, siehe Register auf S. 489 unter Distelbarth.
- Christian von Holst (Hrsg.): Schwäbischer Klassizismus zwischen Ideal und Wirklichkeit. Katalog. Personenregister S. 427 unter Distelbarth.
- Annette Köger: Friedrich Distelbarth. In: Christian von Holst (Hrsg.): Schwäbischer Klassizismus zwischen Ideal und Wirklichkeit, Katalog, Stuttgart 1993, S. 446.
- Friedrich Müller: Die Künstler aller Zeiten und Völker: oder Leben und Werke der berühmtesten Baumeister, Bildhauer, Maler, Kupferstecher, Formschneider, Lithographen etc. von den frühesten Kunstepochen bis zur Gegenwart. Nach den besten Quellen bearbeitet. Band 1, Ebner & Seubert, Stuttgart 1857, S. 473 (Digitalisat).[45]
- Georg Kaspar Nagler: Neues allgemeines Künstler-Lexicon usw., Band 3, München 1836, S. 419 (Digitalisat).[45]
- Neuer Nekrolog der Deutschen 14.1836, Zweiter Theil, Weimar 1838, S. 1026 zu Nr. 868.
- Friedrich Noack: Distelbarth, Friedrich. In: Ulrich Thieme (Hrsg.): Allgemeines Lexikon der Bildenden Künstler von der Antike bis zur Gegenwart. Begründet von Ulrich Thieme und Felix Becker. Band 9: Delaulne–Dubois. E. A. Seemann, Leipzig 1913, S. 331 (Textarchiv – Internet Archive).
- Peter Walch: Distelbarth, Friedrich. In: Jane Turner (Hrsg.): The Dictionary of Art, Band 9. New York 1996, S. 39, answers.com.[46]
- Dankmar Trier: Distelbarth, Friedrich. In: Allgemeines Künstlerlexikon. Die Bildenden Künstler aller Zeiten und Völker (AKL). Band 28, Saur, München u. a. 2000, ISBN 3-598-22768-X, S. 7.
- August Wintterlin: Württembergische Künstler in Lebensbildern. Stuttgart 1895, S. 69, 70, 109, 252, 316.

### Werke
Siehe auch Wasser- und Wiesennymphe, Artemis-Selene-Relief und Liebesvase.
- Axel Clesle: Johann Heinrich Dannecker, Stuttgart 2009 (Lavaterbüste). Johann Heinrich Dannecker. (PDF; 921 kB) schweikert-bonn-verlag.de
- Karl Grüneisen: Ueber die Kunstwerke des königlichen Landhauses Rosenstein bey Stuttgart. In: Morgenblatt für gebildete Stände, Kunstblatt Nr. 73 vom 14. September 1830, 289–291 (Artemis-Selene-Relief). books.google.com.
- Helmut Hornbogen: Danneckers Nymphengruppe. Über die bewegte Vergangenheit und vielfältige Gegenwart zweier leichtbekleideter Frauen. Tübingen 1991.
- Ulrich Hübinger: Minerva. In: Baden und Württemberg im Zeitalter Napoleons, Katalog, Band 1,2. Stuttgart 1987, S. 611–612.
- Nagel, Auktionskatalog 662, Kunst & Antiquitäten, Stuttgart, 23-24.02.2011, S. 484–485 (Nr. 831) auction.de.
- Ernst Eberhard Friedrich von Seyffer: Beschreibung des Königlichen Landhauses Rosenstein. Stuttgart 1831, S. 29–30 (Artemis-Selene-Relief) books.google.de.
- Elsbeth Wiemann: Die Ziervase nach Thorvaldsens „Allegorie der Liebesalter“ von Friedrich Distelbarth. In: Christian von Holst (Hrsg.): Schwäbischer Klassizismus zwischen Ideal und Wirklichkeit, Aufsätze, Stuttgart 1993, Seite 385–389.